# Maria Gardena
Maria Gardena, all'anagrafe Herthilde Gabloner (Bolzano, 1920 – Bolzano, 2008), è stata un'attrice e architetta italiana.

## Biografia
Figlia dello scultore altoatesino Ignaz Gabloner, debutta sullo schermo nel 1939 nel film La mia canzone al vento di Guido Brignone.
Dello stesso anno è protagonista femminile nel film Ho visto brillare le stelle di Enrico Guazzoni nella parte di Maria.
Nel 1942 interpreta il ruolo di Lilli nella pellicola Una volta alla settimana di Ákos Ráthonyi accanto a Roberto Villa, Vera Carmi e Titina De Filippo.
Chiude la sua breve carriera dopo aver interpretato la signora Uberti nel film I bambini ci guardano del 1944 di Vittorio De Sica.
Dopo il ritiro dalle scene ha completato gli studi in architettura a Roma, dove viveva dal 1939; nel 1952 ha fatto ritorno a Bolzano, dove ha aperto il proprio studio.

## Filmografia
- La mia canzone al vento, regia di Guido Brignone (1939)
- Retroscena, regia di Alessandro Blasetti (1939) (non accreditata)
- Ho visto brillare le stelle, regia di Enrico Guazzoni (1939)
- L'ultimo addio, regia di Ferruccio Cerio (1942)
- Una volta alla settimana, regia di Ákos Ráthonyi (1942)
- I bambini ci guardano, regia di Vittorio De Sica (1944)